# Чжан Чжаосюй
Чжан Чжаосюй (кит. упр. 张兆旭, пиньинь Zhāng Zhàoxù; род. 18 ноября 1987 года в городе Яньтай, провинция Шаньдун) — китайский профессиональный баскетболист, в настоящее время выступает за клуб китайской баскетбольной ассоциации «Шанхайские акулы» и сборную команду Китая по баскетболу. Играет на позиции центрового. 

## Карьера

### Клубная карьера
Чжан отыграл три сезона (2007-2010) в США за студенческую команду Калифорнийского университета «Калифорния Голден Бирз». Как новичок принял участие в 42 играх за команду. 

### Международная карьера
Выступает за национальную команду Китая. В её составе принял участие в Летней Универсиаде 2009 года. Кроме того, на турнире сделал трипл-дабл, став первым китайским баскетболистом, который смог его набрать в международном турнире. В среднем на универсиаде за шесть матчей проводил 18 очков, делал 17,3 подбора и 5,7 блок-шота. После нескольких игр за молодёжную команду Китая в 2010 году получил возможность выступать в первой сборной, дебютировав на Чемпионате мира 2010 года в Турции. 